# Frank Perdue
Franklin Parsons Perdue (9 de mayo de 1920 – 31 de marzo del 2005), nacido en Salisbury, Maryland, fue por varios años el presidente y CEO de Perdue Farms, una de las más grandes compañías avícolas en los Estados Unidos.
Frank fue el único hijo de Arthur Perdue y Pearl Perdue (su apellido de soltera fue Parsons). quienes fundaron Perdue Farms en 1920.  Their son, Frank, joined the company in 1939 at age 19 after dropping out of college at Salisbury University.
Hoy reconocido como un visionario, la promoción que hizo Frank Perdue de la marca Perdue a través de sus campañas de publicidad de alto perfil dieron como resultado ser la avícola más conocida en los Estados Unidos. En 1991 entregó el liderazgo de la compañía a su hijo Jim Perdue.
Perdue Farms desarrolló un alimento para pollos que incluía flores de clavel de moro, que le daban un característico color amarillo a las pieles de sus pollos. En los años 1980, Perdue buscó dos veces ayuda del entonces jefe mafioso Paul Castellano para evitar la creación de un sindicato de sus trabajadores según informó una comisión federal en corrupción laboral.
En 1971, Perdue Farm se embarcó en su primera gran campaña de publicidad y contrató los servicios de la firma Scali, McCabe, Sloves.  La agencia tuvo la idea de poner al mismo Perdue en televisión con el eslogan It takes a tough man to make a tender chicken. (en español: ‘Se necesita un hombre duro para hacer un pollo tierno’)  Esto fue radical en su momento porque en ese entonces los CEO de las empresas no publicitaban sus marcas. El primer comercial, filado en el city park en Salisbury, fue ranqueado por Advertising Age como una de las mejores campañas de ese año. Fue tan exitosa que Perdue apareció en más de 200 comerciales de su marca a pesar de que era conocido por su timidez. Muchos de los comerciales fueron conocidos porque Perdue en efecto alentaba a la gente a comunicar cualquier queja o insatisfacción con sus productos, usualmente terminando con la afirmación Say whatever you have to say; I can take it (en español: "Diga lo que sea que tenga que decir, puedo soportarlo").
A través de esta publicidad, Perdue es acreditada por crear la primera marca de pollos.
Según voceros de la compañía, Perdue murió el 31 de marzo del 2005 luego de una breve enfermedad. Tenía 84 años.
En 1983, Perdue recibió el premio Golden Plate Award de la American Academy of Achievement. La Franklin P. Perdue School of Business fue inaugurada en la Salisbury University en 1986 y nombrada ne su honor. En 1991, Frank Perdue fue reconocido con un Edison Achievement Award por su compromiso con la innovación durante su carrera.